# 本泉莉奈
本泉莉奈（日语：／ Honizumi Rina，1993年2月4日—）是日本的女性聲優，福島縣出身。81 Produce所屬。2013年3月從東京動漫學院專科學校聲優學科畢業。

## 人物
2019年，獲得第13回聲優獎的新人女優賞。

## 演出作品
※粗體字為主要角色。

### 電視動畫
2013年
- 決鬥大師 Victory V3（老師、保母）
- 塔麻可吉！奇蹟朋友（客人）
- KILL la KILL（客）

2014年
- SONIANI -SUPER SONICO THE ANIMATION-（バイトちゃん、客戶、女學生C、女孩子B、母貓、聖誕女孩A）
- 展開騎士（同學）
- 花舞少女（學生、活動工作人員、觀眾）

2015年
- 境界之輪迴（六道輪迴〈少年時代〉、貓田母、女子A、女學生B、騙子神E、銀行員、惡靈G）
- 放學後的昴星團（學生A）

2016年
- 美少女戰士Crystal Season III 死亡毀滅者篇（比莉由依）
- 境界之輪迴 第2期（社員C、館內廣播、女子A、學生A、小學生A、廣播、女學生A、女學生、教師A、女子B、女高中生、女學生B、死神女子A）
- Qualidea Code（廣播、學生）
- TRICKSTER －來自江戶川亂步「少年偵探團」－（嗶波、辻友惠）

2017年
- 飆速宅男 NEW GENERATION（女學生、觀眾）
- BanG Dream!（川端真結、水村楓）
- 黑色推銷員NEW（同僚女性）
- 舞動青春（千夏的朋友B、女子）
- THE REFLECTION（女高中生3、年輕亞連）
- 相親對象是強硬問題兒學生（齊川菜乃）
- 悠久持有者：魔法老師！ 第2部（小惠）
- 十二大戰（門下生、女學生）
- 多美超級救援DRIVE HEAD機動救急警察（遙香、梨花）

2018年
- 偶像學園STARS！（女孩子）
- 沒有心跳的少女 BEATLESS（店員hIE）
- HUG！光之美少女（藥師寺紗綾／聖潔天使）
- 多田君不戀愛（女學生）
- 閃電十一人 戰神的天秤（跟班女子）
- 阿宅的戀愛太難（成海的同學、星巴店員1）
- 夢王國與沉睡中的100位王子殿下（街上的人B）
- 音樂少女（修普的母親）
- 中間管理錄利根川（看護師）
- 關於我轉生變成史萊姆這檔事（皮莉諾）
- 佐賀偶像是傳奇（右川）
- 我讓最想被擁抱的男人給威脅了。（臨時演員B）
- 只要別西卜大小姐喜歡就好（女孩子）
- 梅露可物語 -無精打采的少年與瓶中少女-（凱榭榭拉）
- 卡片戰鬥!! 先導者（伊吹〈幼少期〉）

2019年
- 輝夜姬想讓人告白～天才們的戀愛頭腦戰～（女學生B）
- Endro～！（村人）
- 賢者之孫（西希莉·馮·克洛德[3]）
- 哆啦A夢（女孩子B）
- 擅長捉弄人的高木同學2（女子A）
- 女高中生的虛度日常（女學生）
- 在地下城尋求邂逅是否搞錯了什麼II（娼婦）
- 食戟之靈 神之皿（女學生）
- 美妙射擊部（射場長）

2020年
- 掠奪者（陽菜[4]）
- 科學超電磁砲T（女孩子）
- 異種族風俗娘評鑑指南（蘭貝爾特）
- 卡片戰鬥!! 先導者 新右衛門篇（伊吹〈幼少期〉）
- 隱瞞之事（護士A、女、女性B、女孩子A、窗口人員、職員、櫃台）
- 棒球大聯盟2nd 第2期（熊田老師）
- 食戟之靈 豪之皿（女學生B）
- 球詠（大村白菊[5]）
- 社長，戰鬥的時間到了！（OL）
- 噴嚏大魔王2020（電視記者）
- A3！ SEASON SPRING & SUMMER（行人）
- 輝夜姬想讓人告白？～天才們的戀愛頭腦戰～（GIGA子）
- Lapis Re:LiGHTs（撫子）
- 女學。～聖女斯克威爾學院～（iKurea）
- 閃躍吧！星夢☆頻道（ネコミ）
- 體操武士（荒垣玲）
- 黃金神威（第3期）（紅子）
- 請問您今天要來點兔子嗎？BLOOM（女孩子）
- 卡片戰鬥!! 先導者外傳 -if-（伊吹浩二〈幼少期〉）
- Love Live! 虹咲學園學園偶像同好會

2021年
- 偶像學園Planet！（粉絲）
- 燒窯的話也要馬克杯（青木十子）
- 魔法水果籃 The Final（畢業生）
- 佐賀偶像是傳奇 捲土重來（右川）
- 現實主義勇者的王國重建記（女性）
- Love Live! Superstar!!
- 陰晴不定的體操哥哥（Pure Pink）
- 歌劇少女!!（經紀人、須内えみり）
- 我們的重製人生（橋場真希）
- 暗夜第六感 2041（保育園女兒A）
- 燒窯的話也要馬克杯 二番窯（青木十子）

2022年
- 平家物語（伊子〈建礼門院右京大夫〉）
- Project Sekai（日野森雫）
- Love Live! 虹咲學園學園偶像同好會 第2期
- 輝夜姬想讓人告白-超級浪漫-（MEGA子／GIGA子）
- 歡迎來到實力至上主義的教室 2nd Season（森宁宁）
- 異世界迷宮裡的後宮生活（維絲塔）
- 後宮之烏（宮女B）

2023年
- 關於我在無意間被隔壁的天使變成廢柴這件事（女學生）
- 呆萌酷男孩（女高中生）
- 永久少年 Eternal Boys（薰、女性客）
- 物之古物奇譚（女孩子）
- MIX 第二季 ～第二個夏天，邁向晴空～（廣播）
- 為美好的世界獻上爆焰！（ぽりたん）
- 第二次被異世界召喚（美貓）
- 我內心的糟糕念頭（咲良）
- AYAKA -綾島奇譚-（女學生A、女學生）
- AI電子基因（蛋糕店店員）
- 堀與宮村-piece-（女學生A）
- 七魔劍支配天下（伊布林·奧迪茲）
- 妖幻三重奏（妖怪）
- 偶像大師 百萬人演唱會！（壘球部隊長[6]）
- 絆之Allele 第2期（學生A）

2024年
- 歡迎來到實力至上主義的教室 3rd Season（森寧寧）
- 我獨自升級（觀月繪里）
- 狩火之王（真炭）
- 搖曳露營△ SEASON3（母親）
- 烏鴉不擇主（馬醉木[7]）
- Unnamed Memory 無名記憶（涅菲莉）
- 少女如草花綻放（修女）
- Love Live! Superstar!! 第3期
- 當不成魔法師的女孩（前輩B）
- 菇狗（女粉絲、護士）
- 唯願來世不相識（友人們）

2025年
- Unnamed Memory 無名記憶 Act.2（涅菲莉）
- 我獨自升級 Season 2 -Arise from the Shadow-（觀月繪里）
- 一兆＄遊戲（女學生）
- 安妮·雪利（普莉西拉·格蘭特）
- 隨興旅 -That's Journey-（女子5人組）
- 為丑女獻上花束（森智子）
- 新吊帶襪天使（學生、主持人B）

### OVA
2018年
- 擅長捉弄人的高木同學（情侶女性2）※漫畫第9卷附OVA特別版

### 劇場版動畫
2018年
- 光之美少女 Super Stars!（藥師寺紗綾／聖潔天使）
- HUG！光之美少女♡光之美少女 All Stars Memories（藥師寺紗綾／聖潔天使）

2019年
- 光之美少女 Miracle Universe（藥師寺紗綾／聖潔天使[8]）

2020年
- 光之美少女 Miracle Leap 與大家不可思議的一天（藥師寺紗綾／聖潔天使[9]）
- 煙囪小鎮的普佩（桃樂絲）

2024年
- 賽馬娘 Pretty Derby 新時代之門（泉本奈奈〈實況〉[10]）

2025年
- 劇場版 世界計畫 崩壞的世界與無法歌唱的初音未來（日野森雫[11]）

### 網路動畫
2019年
- 怪物彈珠（小孩2）
- 齊木楠雄的災難 再啟動篇（女學生B）

2020年
- 愛姫MEGOHIME（聖アサヒ）

2021年
- 戰鬥陀螺 爆烈世代 DB（翠龍ハンナ、中田トオル）

2022年
- 狂賭之淵雙（花手毬津津麗[12]）

### 遊戲
2013年
- 勇氣默示錄 Praying Brage（裘莉·誓約[13]）

2014年
- 我的魔塔～超越傳說無盡之塔～（一字螺絲刀[14]、幫浦鯉魚鉗、套筒扳手、冰鎬）
- 白貓Project（蘇菲[15]、威爾弗里德的妻子）
- 花舞少女 夜來舞LIVE！[16]

2015年
- 戰國姬譚MURAMASA-雅-（橋本一巴、薄田兼相、由比正信）

2016年
- 合奏女孩！！（熊澤姬乃[17]）
- 問答RPG 魔法使與黑貓維茲（石動）
- 魔女異聞錄：伊絲塔利亞傳說（驚嘆魔導博士羅傑）
- 菲莉絲的鍊金工房～不可思議之旅的鍊金術士～（梅亞·霍爾特豪斯）

2018年
- 天華百劍-斬-（鶴丸國永）

2019年
- 奈爾克與傳說之鍊金術士們 ～新大地之鍊金工房～（奈爾克·馮·露修塔姆）
- 怪物彈珠（2019年 - 2022年 米娜瓦、弗歐勒蜜絲）

2020年
- 新楓之谷（伊黛亞）
- 世界計畫 繽紛舞台！ feat.初音未來（日野森雫）

2021年
- Crash Fever（伽利略&伽利萊）
- Lapis Re：LiGHTs ～這個世界的偶像會用魔法～（撫子）

### 廣播劇CD
2020年
- 掠夺者 （阳菜）

## 外部連結
- 事務所官方簡歷（日語）
- 本泉莉奈的X（前Twitter）（日語）